# Irfan Bachdim
Irfan Bachdim (n. 11 august 1988, Amsterdam, Țările de Jos) este un fotbalist indonezian.
Între 2010 și 2019, Bachdim a jucat 37 de meciuri și a marcat 12 goluri pentru echipa națională a Indoneziei.

## Statistici
| Indonezia | Indonezia | Indonezia |
| An        | Meciuri   | Goluri    |
| --------- | --------- | --------- |
| 2010      | 8         | 2         |
| 2011      | 4         | 0         |
| 2012      | 9         | 4         |
| 2013      | 2         | 0         |
| 2014      | 3         | 1         |
| 2015      | 0         | 0         |
| 2016      | 3         | 3         |
| 2017      | 3         | 1         |
| 2018      | 0         | 0         |
| 2019      | 5         | 1         |
| Total     | 37        | 12        |